# Blues (back numberのアルバム)
『blues』（ブルース）は、back numberの通算3枚目、メジャー2枚目のアルバム。2012年11月21日にユニバーサルシグマより発売された。

## 解説
- 2ndアルバム『スーパースター』から約1年ぶりのリリース。
- 初回盤は、デビュー後のシングル7曲と「エンディング」のMVを収録したDVD付。

## 収録内容
| 全作詞: 清水依与吏。 |                        |            |                       |                             |                                |      |
| #                    | タイトル               | 作詞       | 作曲                  | 編曲                        |                                | 時間 |
| 1.                   | 「青い春」             | 清水依与吏 | 清水依与吏            | back number                 |                                | 3:56 |
| 2.                   | 「手の鳴る方へ」       | 清水依与吏 | 清水依与吏            | back number                 |                                | 4:39 |
| 3.                   | 「わたがし」           | 清水依与吏 | 清水依与吏            | back number & soundbreakers |                                | 4:23 |
| 4.                   | 「エンディング」       | 清水依与吏 | 清水依与吏            | back number & 亀田誠治      |                                | 5:22 |
| 5.                   | 「日曜日」             | 清水依与吏 | 清水依与吏 & 川村結花 | back number & 島田昌典      | ストリングスアレンジ: 島田昌典 | 3:46 |
| 6.                   | 「平日のブルース」     | 清水依与吏 | 清水依与吏            | back number                 |                                | 3:54 |
| 7.                   | 「笑顔」               | 清水依与吏 | 清水依与吏            | back number                 |                                | 4:33 |
| 8.                   | 「ささえる人の歌」     | 清水依与吏 | 清水依与吏            | back number                 |                                | 4:13 |
| 9.                   | 「bird's sorrow」      | 清水依与吏 | 清水依与吏            | back number                 |                                | 2:46 |
| 10.                  | 「助演女優症」         | 清水依与吏 | 清水依与吏            | back number                 |                                | 5:06 |
| 11.                  | 「僕が今できることを」 | 清水依与吏 | 清水依与吏            | back number                 |                                | 4:39 |
| 12.                  | 「恋」                 | 清水依与吏 | 清水依与吏            | back number & 島田昌典      | ストリングスアレンジ: 島田昌典 | 4:13 |
| 合計時間:            | 合計時間:              | 合計時間:  | 合計時間:             | 合計時間:                   | 51:36                          |      |

| #  | タイトル                                      | 作詞 | 作曲・編曲 |
| -- | --------------------------------------------- | ---- | ---------- |
| 1. | 「「はなびら」Music video」                   |      |            |
| 2. | 「「花束」Music video」                       |      |            |
| 3. | 「「思い出せなくなるその日まで」Music video」 |      |            |
| 4. | 「「恋」Music video」                         |      |            |
| 5. | 「「日曜日」Music video」                     |      |            |
| 6. | 「「わたがし」Music video」                   |      |            |
| 7. | 「「エンディング」Music video」               |      |            |
| 8. | 「「青い春」Music video」                     |      |            |

## 楽曲解説
1. 青い春
  - 7thシングル
  - フジテレビ・土ドラ「高校入試」主題歌
2. わたがし
  - 6thシングル
  - TBS系「COUNT DOWN TV」2012年7月度オープニングテーマ
3. エンディング
  - シングルとして発売する予定だったが、タイアップの関係で「青い春」となって見送られていた。MVがYouTubeに公開されている。
4. 日曜日
  - 5thシングル
  - TBS系ドラマ「スープカレー」主題歌
5. 平日のブルース
  - 6thシングル「わたがし」収録
  - メ～テレ「ドデスカ!」番組テーマ曲
6. 笑顔
  - 映画『今日、恋をはじめます』テーマソング
7. ささえる人の歌
  - 4thシングル「恋」収録
8. 助演女優症
  - 7thシングル「青い春」収録
9. 恋
  - 4thシングル
  - テレビ朝日系「Musicる TV」2012年3月度エンディングテーマ
  - テレビ東京系「JAPAN COUNTDOWN」3月度オープニングテーマ